# ناتاشا توماس
ناتاشا توماس (انگلیسی: Natasha Thomas؛ زادهٔ ۱۹ دسامبر ۱۹۹۵) بازیکن فوتبال اهل انگلستان است که در پست مهاجم برای ایپسویچ تاون بازی می‌کند.